# Rue Le Regrattier
Rue Le Regrattier je ulice na ostrově sv. Ludvíka v Paříži.

## Poloha
Ulice protíná ostrov vertikálně a od jihu k severu spojuje nábřeží Quai d'Orléans a Quai de Bourbon.

## Historie
Ulice mezi Quai de Bourbon a Rue Saint-Louis-en-l'Île se nazývala Rue Angélique (Andělská), později Rue de la Femme sans Teste (Bezhlavé ženy). Vyhláškou z 9. prosince 1838 se ulice rozdělila na Rue de la Femme-sans-Tête a Rue Regrattier, které se staly samostatnými ulicemi. Tyto dvě části byly v roce 1868 sloučeny pod jménem Rue Le Regrattier podle pokladníka Françoise Le Regrattier, který byl spolu se stavitelem Luglesem Poulletierem a vyměřovačem Christophem Mariem v 18. století pověřen zajištěním propojení ostrova Notre-Dame s ostrovem Île aux Vaches.

## Významné stavby
- dům č. 2: městský palác
- dům č. 4: zapsán mezi historické památky
- dům č. 6: bydleli zde revolucionář Jean-Baptiste Coffinhal (1762–1794); Charles Baudelaire se svou milenkou Jeanne Duval
- dům č. 14: zapsán mezi historické památky
- dům č. 28: zapsán mezi historické památky